# Organo artificiale
Un organo artificiale è un dispositivo meccanico, elettrico, elettronico o chimico-fisico progettato per sostituire o cooperare all'attività di un organo. A differenza degli organi naturali, esso non è assolutamente in grado di ripararsi autonomamente. La costruzione e l'installazione di organi artificiali, un processo estremamente costoso inizialmente nella ricerca, può richiedere molti anni di servizi di manutenzione continua di cui un organo naturale non ha bisogno. L'uso di qualsiasi organo artificiale da parte dell'uomo è quasi sempre preceduto da estesi esperimenti sugli animali. I test iniziali sugli esseri umani sono spesso limitati a coloro che sono già a rischio di morte o che hanno esaurito tutte le altre opzioni di trattamento. Gli organi artificiali si differenziano dagli organ-on-chip in quanto rispettivamente, i primi, sono impiantabili nel corpo umano, mentre i secondi sono dedicati alla modellizzazione (simulazione) di organi secondo tecniche di laboratorio in vitro.
Le ragioni per cui si ricorre all'impianto di un organo artificiale possono essere:
- Supporto alle funzioni vitali in via temporanea, in attesa di ricevere il trapianto dello stesso organo (ad esempio con un cuore artificiale)
- Miglioramento delle condizioni del paziente (ad esempio con un protesi o un apparecchio acustico)
- Intervento estetico successivo ad un'operazione chirurgica oncologica o ad un incidente.
- Migliorare la capacità del paziente di prendersi cura di sé (ad esempio con una protesi);
- Migliorare la capacità del paziente di interagire socialmente (ad esempio con un impianto cocleare);
- Migliorare la qualità della vita di un paziente attraverso la chirurgia plastica dopo un cancro o un incidente.

## Esempi

### Arti artificiali

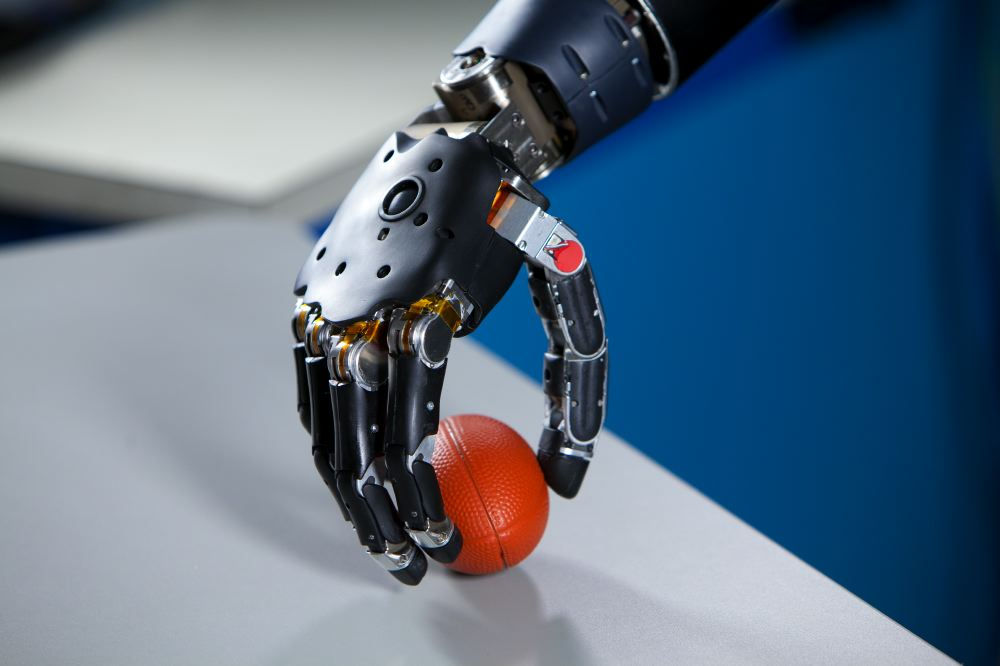
Un braccio protesico

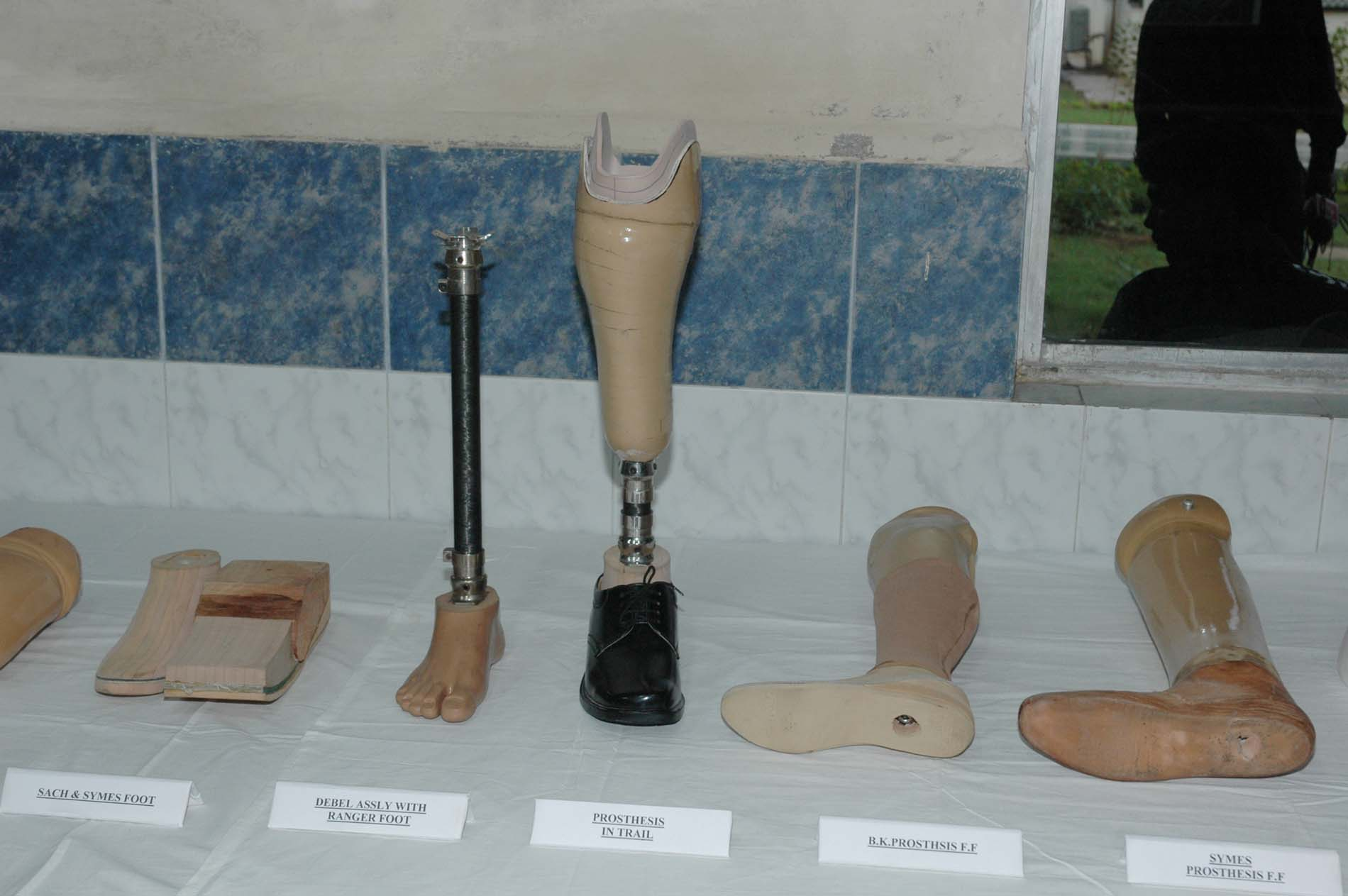
Protesi per gamba, piede diamantato e arti artificiali

Braccia e gambe artificiali sono dispositivi meccanici che consentono a chi ha subito un'amputazione di camminare di nuovo o di poter usare entrambe le braccia.
La plastica e altri materiali, come la fibra di carbonio, consentono agli arti artificiali di diventare più forti e leggeri, limitando la quantità di energia extra richiesta per azionarli. Nuovi materiali consentono inoltre agli arti artificiali di apparire molto più realistici.
I nuovi progressi nella costruzione di arti artificiali includono ulteriori livelli di integrazione con il corpo umano. Gli elettrodi possono essere posizionati nel tessuto nervoso e il corpo può controllare la protesi. Questa tecnologia è utilizzata sia negli animali che nell'uomo. La protesi può essere controllata dal cervello utilizzando un impianto diretto o un impianto in vari muscoli.
Venne sviluppato nel 2015 in Danimarca il primo piede artificiale controllabile con il pensiero.
La prima paziente al mondo a ricevere un impianto transradiale di una mano robotica con sensibilità tattile è stata una donna svedese nel 2019 sviluppata dalla Scuola Superiore Sant'Anna di Pisa.

### Cervello

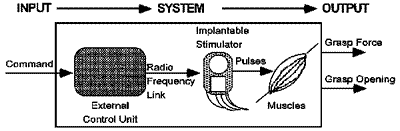
Un diagramma a blocchi che mostra l'input e gli output di un sistema di neuroprotesi.

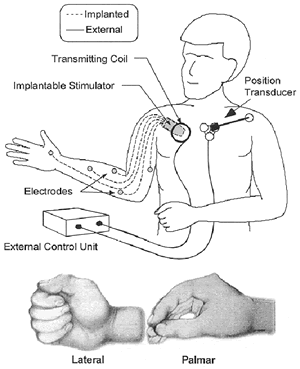
Uno schema della neuroprotesi che mostra l'unità di controllo esterna e il trasduttore di posizione montato sulla spalla, insieme allo stimolatore e agli elettrodi impiantati. Sono mostrate anche illustrazioni di prensione laterale e palmare.

Le protesi neurali (o neuroprotesi) sono una serie di dispositivi che possono sostituire una funzionalità motoria, sensoriale o cognitiva che è stata danneggiata a causa di lesioni o malattie.
La stimolazione del midollo spinale, anche per la stimolazione cerebrale profonda, invia impulsi elettrici al cervello per curare disturbi del movimento tra cui il morbo di Parkinson o l'epilessia ad altre malattie come l'incontinenza urinaria.
Nel 2013 gli scienziati hanno creato un mini cervello che sviluppa componenti neurologici chiave fino alle prime fasi della gestazione del feto.
Una nuova tecnologia sviluppata dai ricercatori della San Francisco University nel 2021 permette alle persone che hanno perso la parola a causa di problemi neurologici o traumi di tornare a comunicare.

### Rene
Gli scienziati dell'Università della California stanno sviluppando un rene artificiale impiantabile. A partire dal 2018 tali scienziati hanno fatto progressi significativi e nel 2021 hanno mostrato il loro prototipo funzionale. Il dispositivo è stato progettato per supportare una coltura di cellule renali umane senza provocare una risposta immunitaria.

### Fegato
Nel 2020 l'Università di Shanghai ha sperimentato sugli animali un fegato bioartificiale che potrebbe salvare i pazienti in caso di grave disfunzione epatica, ad esempio quelli in attesa di trapianto.

### Polmoni

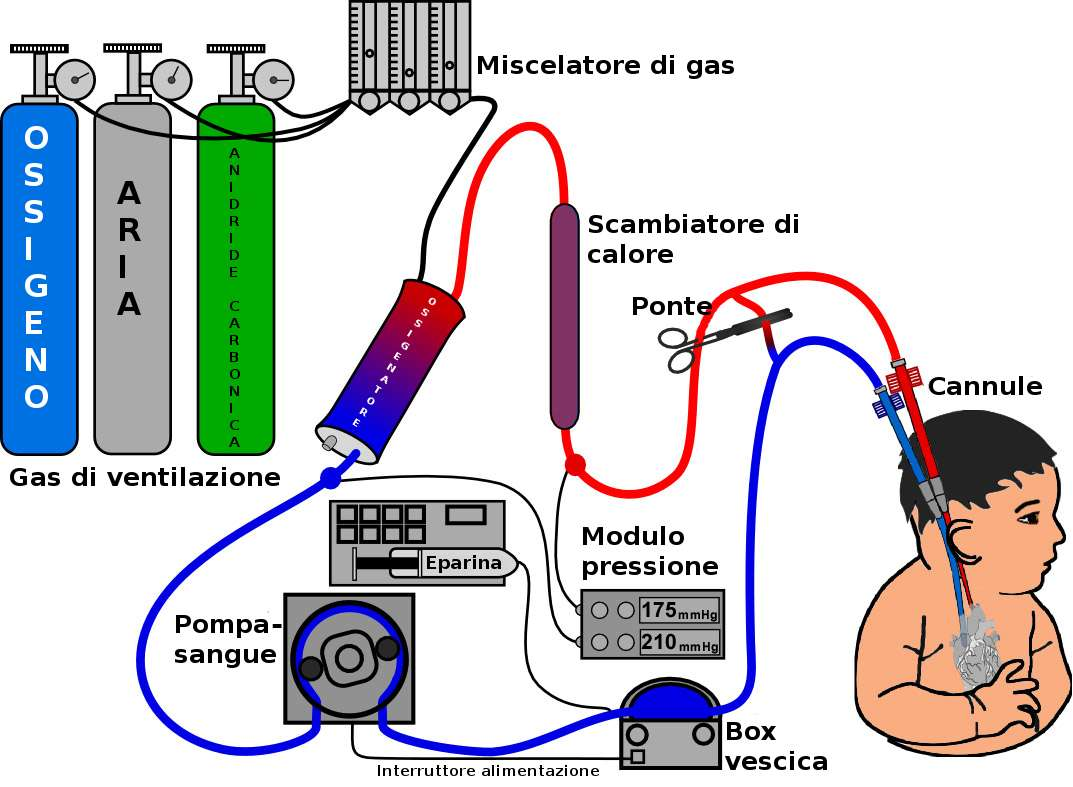
Schema di funzionamento di una macchina ECMO

L'ossigenazione extracorporea a membrana (ECMO) può essere utilizzata per alleggerire un carico significativo del tessuto polmonare e del cuore nativi. Grazie alla circolazione extracorporea, permette di vicariare la funzione dei polmoni e/o del cuore mantenendoli a riposo durante il loro recupero funzionale.
Nel 2016 gli scienziati del progetto Ambulatory bio-artificial lung, finanziato dall’UE, hanno creato il primo polmone indossabile e bio-artificiale utilizzabile a lungo termine da pazienti non ricoverati.
Nel 2017 l'Università di Pittsburgh ha realizzato una macchina contenente una pompa e uno scambiatore di gas, abbastanza compatta da permettere ai pazienti di camminare e.
Nel 2021 un gruppo di ricercatori dell’università di Pohang ha realizzato con la biostampa 3D un modello di polmoni artificiali per studiare le infezioni virali e testare l’efficacia di farmaci e vaccini contro i virus respiratori.

### Impianto cocleare
Nei casi in cui una persona sia profondamente sorda o con problemi di udito in entrambe le orecchie, un impianto cocleare può essere impiantato chirurgicamente. Gli impianti cocleari bypassano la maggior parte del sistema uditivo periferico per fornire una sensazione sonora attraverso un microfono e alcuni componenti elettronici che risiedono all'esterno della pelle, di solito dietro l'orecchio. I componenti esterni trasmettono un segnale ad una rete di elettrodi posti nella coclea, che a sua volta stimola il nervo cocleare.

### Occhio

Gli occhi bionici sono talvolta usati per aiutare i non vedenti. Il diagramma illustra come funziona il processo. Inizialmente, il paziente riceve un impianto nella retina. Gli occhiali indossati hanno telecamere in miniatura nell'obiettivo, che inviano quindi segnali al chip impiantato situato nella retina. Quindi, il chip converte questi segnali in impulsi elettrici che possono essere inviati al nervo ottico ed elaborati come un'immagine nel cervello.

L'occhio artificiale sostitutivo della funzione visiva è in realtà una fotocamera digitale esterna in miniatura con un'interfaccia elettronica unidirezionale remota impiantata sulla retina, sul nervo ottico o in altri luoghi correlati all'interno del cervello. Fornisce solo funzionalità parziali, come il riconoscimento di livelli di luce, tonalità di colore e/o forme geometriche di base.
Un team di ricercatori dell’Università di scienze e tecnologia di Hong Kong sta lavorando dal 2021 ad un occhio bionico simile a quello umano grazie ad una retina con sensori in perovskite.

### Cuore

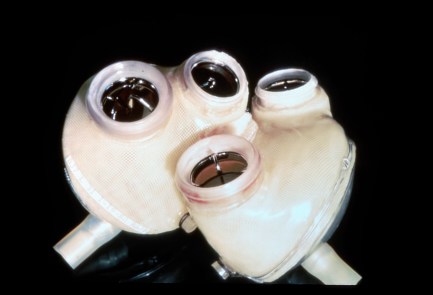
Cuore artificiale.

Gli organi artificiali relativi al sistema circolatorio vengono impiantati nei casi in cui il cuore, le sue valvole o qualche altra parte del sistema circolatorio siano fuori uso. Un cuore artificiale viene generalmente utilizzato in attesa di un trapianto di cuore o per sostituire in modo permanente il cuore nel caso in cui un trapianto stesso non sia possibile. Il pacemaker è un altro dispositivo cardiovascolare che può essere impiantato per aumentare in modo intermittente (come un defibrillatore) o aumentare continuamente il battito naturale se necessario. Un dispositivo di assistenza ventricolare (o VAD, acronimo di ventricular assist device) è un dispositivo elettromeccanico creato con l'obiettivo di aiutare la circolazione cardiaca, che viene utilizzato per sostituire parzialmente o completamente la funzione di un cuore malato. Vengono anche studiati cuori prodotti in laboratorio e cuori stampati in 3D.
Dal 2019 è iniziato l'uso di cuori artificiali wireless.

### Ovaie
I pazienti in età riproduttiva che sviluppano il cancro spesso ricevono chemioterapia o radioterapia, che danneggiano gli ovociti e portano alla menopausa precoce. Un'ovaia umana artificiale è stata sviluppata presso la Brown University con microtessuti auto-assemblati. In uno studio finanziato e condotto dal NIH nel 2017, gli scienziati sono riusciti a stampare ovaie 3D e ad impiantarle in topi sterili. Nel 2018 ovaie artificiali sono state sviluppate e testate in Danimarca.

### Testicoli
Gli uomini che hanno subito anomalie testicolari a causa di difetti alla nascita o lesioni sono stati in grado di sostituire il testicolo danneggiato con una protesi testicolare. Sebbene la protesi non ristabilisca la funzione riproduttiva biologica, è stato dimostrato che il dispositivo migliora la salute mentale di questi pazienti.

### Timo
A partire dal 2017 i ricercatori dell'UCLA hanno sviluppato un timo artificiale che, sebbene non ancora impiantabile, è in grado di svolgere tutte le funzioni di un vero timo.
Nel 2020 i ricercatori dell’Istituto Francis Crick e dell’University College London hanno ricostruito per la prima volta un timo artificiale.

### Trachea
Nel 2021 negli Usa è avvenuto il primo trapianto al mondo di trachea.

### Globuli rossi
Gli scienziati stanno lavorando a un nuovo tipo di globuli rossi artificiali. Nel 2020 i ricercatori della University of New Mexico sono riusciti a mettere a punto versioni sintetiche di cellule sanguigne.